# Zauberhafte Heimat
Zauberhafte Heimat ist eine vom Mitteldeutschen Rundfunk von 1993 bis 2006 produzierte Fernsehshow, die von Gunther Emmerlich moderiert wurde. In dieser Musikshow traten vor allem Interpreten der volkstümlichen Musik auf und offerierten ihr Repertoire sowie auch klassische Lieder. Darüber hinaus wurden in der Sendung Personen, Landschaften, Kultur und Geschichten vorgestellt.
Die erste Ausstrahlung fand am 10. September 1993 auf dem MDR Fernsehen statt. Am 18. Dezember 2006 wurde die Sendung eingestellt.